# Laura Proietti
Laura Proietti (Roma, 8 luglio 1973) è una brigatista italiana.
Componente dell'organizzazione armata di sinistra denominata Nuove Brigate Rosse, venne arrestata il 24 ottobre 2003 e poi condannata, in via definitiva, a venti anni di reclusione nel processo per l'omicidio del docente universitario e dirigente pubblico Massimo D'Antona.

## L'arresto e le accuse
Un passato da militante del Movimento per la casa romano e, più in generale, nell'Autonomia capitolina, la Proietti venne arrestata alle 4 del mattino del 24 ottobre 2003 a Poltu Quatu, piccolo comprensorio a due passi dalla Costa Smeralda (in Sardegna), dove si era trasferita, dall'inizio della stagione estiva, per lavorare come cameriera presso il ristorante Dell'Orso. L'ordine di fermo, firmato dai Gip Pietro Saviotti e Franco Ionta, assieme a lei porta in cella altri sei presunti brigatisti, tutti accusati di partecipazione a banda armata, nell'ambito dell'inchiesta per l'omicidio di Massimo D'Antona. A incastrare la Proietti è l'esame del DNA ricavato dalla saliva presente su un mozzicone di sigaretta recuperato a Roma, il 16 ottobre precedente, dagli investigatori che la pedinavano, e perfettamente combaciante con quello di un capello trovato all'interno del furgone Nissan utilizzato da terroristi per l'attentato di via Salaria.
Nelle accuse si fa riferimento soprattutto alla sua partecipazione all'inchiesta di preparazione dell'omicidio D'Antona, oltre che di aver operato come staffetta, la mattina stessa dell'attentato, posizionandosi ad un incrocio di strada per controllare che non ci fossero imprevisti, mentre i suoi compagni portavano a termine l'azione armata. Infine le viene addebitato anche l'utilizzo di un'utenza telefonica cosiddetta di organizzazione, ritenuta nella disponibilità anche della Lioce e su cui sarebbero state ricevute delle telefonate proprio nei giorni immediatamente prima l'agguato.

## La dissociazione
Pochi giorni prima dell'inizio del processo a suo carico, interrogata nel carcere di Santa Maria Capua Vetere, decide di confermare le accuse a suo carico e ammettere di aver fatto parte delle Nuove Brigate Rosse e di aver partecipato all'azione che portò all'omicidio. Una scelta di dissociazione dall'organizzazione a cui segue la richiesta di essere giudicata con il rito abbreviato e che verrà completamente esplicitata in aula con un memoriale letto ai giudici in cui racconta e spiega la sua scelta, assumendosi le responsabilità dei propri errori.

"All'epoca ritenevo che la lotta armata fosse l'unica alternativa possibile per opporsi a un sistema responsabile secondo me delle profonde ingiustizie. Non voglio sottrarmi alle mie responsabilità, ma chiarire la mia posizione all'interno delle Br. Sento il peso di quello che è successo e non voglio speculare sul dolore altrui. Ho sempre condiviso le linee dell'organizzazione però dopo l'omicidio D'Antona ho messo in discussione queste convinzioni, queste certezze. Il mio distacco progressivo è cominciato allora. E a dicembre, dopo aver partecipato ad una rapina a Siena, sono uscita volontariamente e definitivamente dalla lotta armata. Ho rigettato la lotta armata come forma di lotta politica perché non ero più sicura delle mie convinzioni maturate sino ad allora. Quando ho deciso di uscire avevo una confusione indescrivibile, non ero più sicura di nulla."

## La condanna
Nel primo grado del processo per l'omicidio di Massimo D'Antona, giudicata con il rito abbreviato assieme all'altra brigatista pentita Cinzia Banelli, il 1º marzo 2005 viene condannata all'ergastolo. Pena ridotta dalla seconda Corte d'assise d'appello di Roma che, nella sentenza del 28 giugno 2006, trasforma il carcere a vita in vent'anni di reclusione, resi poi definitivi in Cassazione, nell'ultimo grado di giudizio il 28 giugno 2007.